# マルキン忠勇

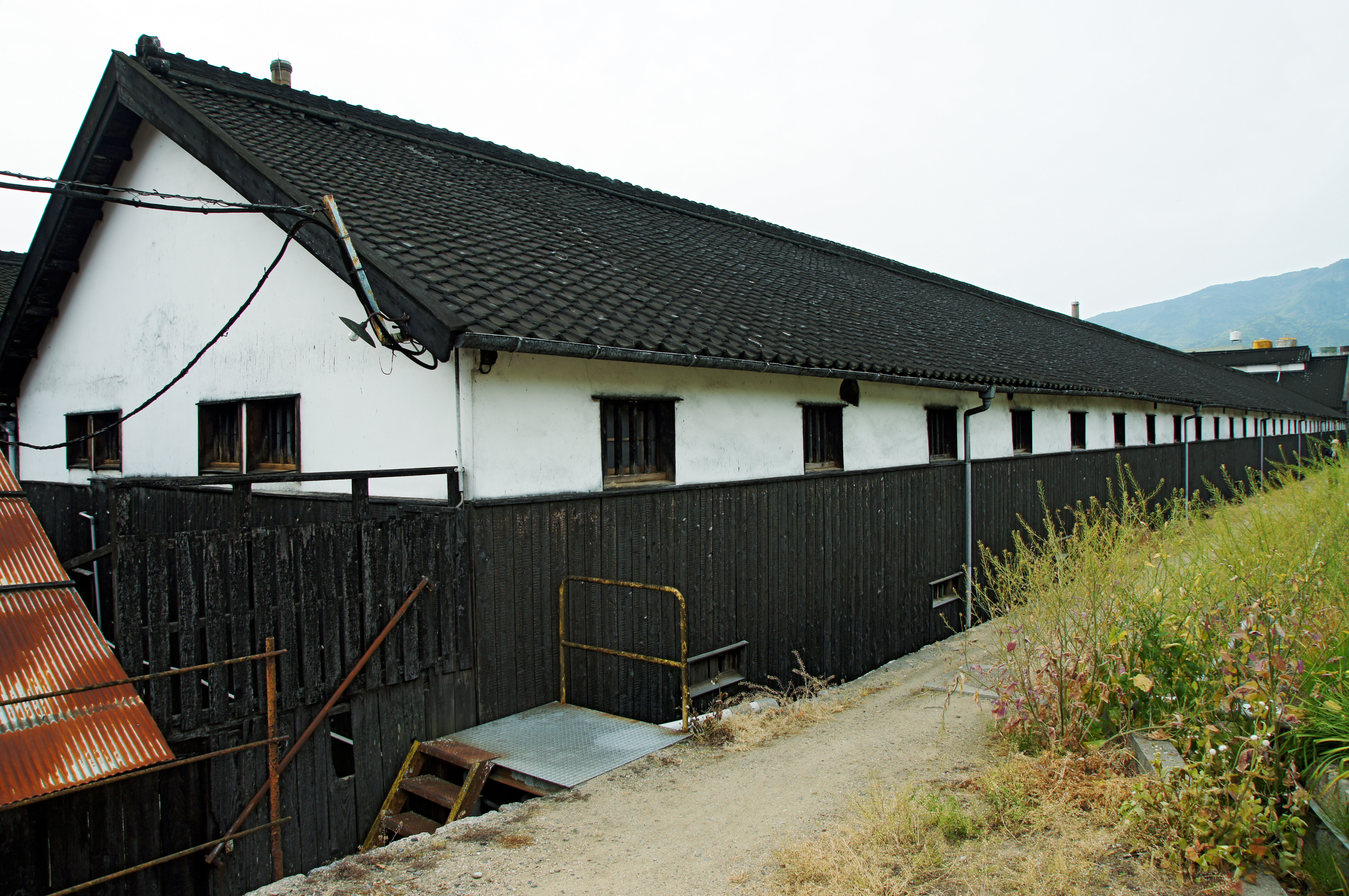
近代化産業遺産の醤油蔵の一つ

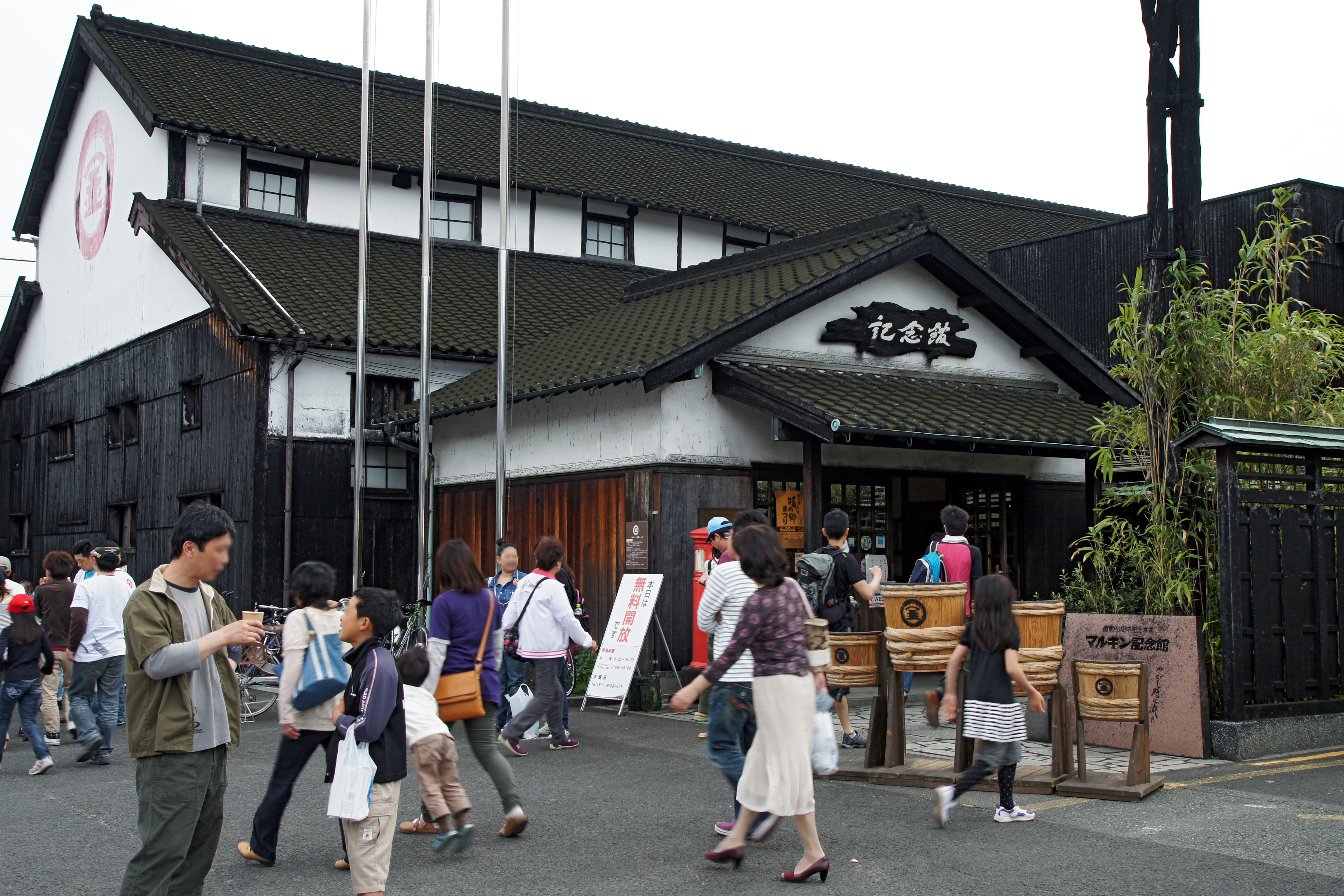
マルキン醤油記念館

マルキン忠勇株式会社（マルキンちゅうゆう）は、香川県小豆郡小豆島町に存在した食品メーカー。2013年4月1日に盛田株式会社に吸収合併され消滅した。

## 概要
兵庫県神戸市灘区の忠勇株式会社（1944年7月設立）と香川県小豆島のマルキン醤油株式会社（1907年1月設立）が2000年4月1日に合併して設立された会社、マルキン忠勇株式会社（旧会社）から会社分割により2006年2月1日に分離された事業会社（製造部門を承継）であった。旧会社は純粋持株会社となり、ジャパン・フード&リカー・アライアンス株式会社に社名を変更している。
「忠勇」は灘五郷の一つ西郷に所在した蔵元に由来し、酒造分野での商標は白鶴酒造に譲渡したものの、忠勇ブランドの奈良漬の製造は盛田に吸収合併された現在も続けられている。
本社があった場所は盛田の工場となり、マルキン醤油記念館が併設されている。古い蔵を利用して作られたこの記念館には、江戸時代から伝わる醤油醸造の道具など貴重な資料が数多く展示されており、1996年には国の登録有形文化財に登録された。入館すれば醤油が1本もらえる。小豆島町にあるマルキン忠勇醤油蔵群が2009年2月6日に近代化産業遺産群・続33に認定された。
香川県観音寺市で麺類を製造する株式会社マルキンとは資本・人材を含め一切無関係。

## 沿革
※事業会社分離前の会社の来歴についてはジャパン・フード&リカー・アライアンスの項をご覧戴きたい。
- 2006年2月1日 - ジャパン・フード&リカー・アライアンス株式会社（旧・マルキン忠勇株式会社）が製造販売部門を分離し、新しくマルキン忠勇株式会社を設立。
- 2006年7月1日 - 販売部門をジャパン・フード&リカー・アライアンス食品販売株式会社（株式会社アルカンから同日社名変更、現・盛田）に承継。
- 2010年4月 - 盛田株式会社の子会社となる。
- 2013年4月1日 - 盛田株式会社に吸収合併され消滅[1]。

## 主力商品
- 醤油（マルキンブランド）
- 漬物（忠勇ブランド）
- 健康食品（琉球もろみ酢ほか）

## CMなど
- 1960年代、落語家の初代森乃福郎が出演したマルキン醤油CMで福郎が発した「何でや、美味しいからだ」という台詞は流行語にもなった。
- 渡辺和博の著書「金魂巻（きんこんかん）」がベストセラーとなった時期、同作から生まれた流行語「マル金（・マルビ）」に際し関西地方の放送番組などでは必ずと言っていいほど前述の「マルキン醤油」CMが話のネタに使われたことがある（対する関東ではマルキン自転車のCMソング（楠トシエ歌唱、後に木梨憲武も曲中曲としてカバー）が話のネタに使われていた）。